# Afro Blue
Afro Blue è uno standard jazz composto da Mongo Santamaría nel 1959, probabilmente maggiormente conosciuto nell'arrangiamento che ne fece John Coltrane qualche anno dopo.
Le versioni del pezzo incise da Coltrane hanno molti punti in comune con le sue interpretazioni di My Favorite Things, altro suo celebre cavallo di battaglia, impreziosite dall'ipnotico suono del suo sassofono soprano in entrambi i brani.
La canzone è notevole per il suo sound afro-cubano, quasi mediorientale, che lo rende anche difficile da eseguire. Il pezzo può essere eseguito con tempo in 6/8 o in 3/4.
La prima registrazione del brano fu quella data dal sestetto di Cal Tjader, il 20 aprile 1959, al Sunset Auditorium di Carmel, con l'autore Mongo Santamaría alle percussioni; questa esecuzione venne pubblicata sull'album Concert By The Sea, Part 1. Mongo Santamaría incise il pezzo con la sua propria band il mese seguente sull'LP Mongo, che fu pubblicato prima della registrazione del Cal Tjader Sestet.

## Cover
- Abbey Lincoln eseguì la canzone nel suo album del 1959, Abbey is Blue, con liriche di Oscar Brown Jr. (nelle note interne dell'LP originale accreditate a Herbie Mann).
- John Coltrane sugli album Afro Blue Impressions, Coltrane live at Birdland, Live in Antibes, 1965, Live in Seattle, Live in Japan, e Live at the Half Note: One Down, One Up.
- Rahsaan Roland Kirk in Brotherman in the Fatherland.
- Derek Trucks Band in Soul Serenade e Roadsongs.
- I Gov't Mule nell'album Live... With a Little Help from Our Friends.
- Lizz Wright in Salt.
- Michel Petrucciani nell'LP Date With Time.
- John McLaughlin nel disco After the Rain.
- Andy Summers in The Last Dance of Mr. X.
- Susana Baca in Espiritu Vivo.
- McCoy Tyner negli album Song of the New World, McCoy Tyner Plays John Coltrane, McCoy Tyner and the Latin All-Stars.
- Dee Dee Bridgewater nell'album Red Earth.
- David Garfield in Retro Jazz Quintet, e AIX Records.
- Candida Rose in KabuMerikana: The Sun of Me.
- Borgore in Borgore Ruined Dubstep.
- Gary Burton nel disco For Hamp, Red, Bags, and Cal.
- Dianne Reeves nel disco I Remember (1991).